# Pankratész (epigrammaköltő)
Pankratész (?) görög epigrammaköltő
Életéről semmit sem tudunk, működésének pontos ideje is ismeretlen. Egyetlen, jellegtelen epigrammáját az Anthologia Graeca őrizte meg.